# Saina Nehwal
Saina Nehwal (ur. 17 marca 1990 w Hisar) – indyjska zawodniczka badmintona.
Brała udział w grze pojedynczej kobiet na igrzyskach w Pekinie – odpadła w ćwierćfinałach, w grze pojedynczej kobiet na igrzyskach w Londynie zdobyła brązowy medal, a na igrzyskach w Rio de Janeiro nie awansowała do 1/8 finału.
Zdobyła złoty medal w grze pojedynczej kobiet na igrzyskach wspólnoty narodów, srebrny i brązowy na mistrzostwach świata oraz trzykrotnie brązowy na mistrzostwach Azji.
W roku 2009 została laureatem nagrody Arjuna Award.

## Występy w igrzyskach olimpijskich
| Runda                 | Przeciwnik             | Wynik                 | Osiągnięcie           |                       |
| Gra pojedyncza kobiet | Gra pojedyncza kobiet  | Gra pojedyncza kobiet | Gra pojedyncza kobiet | Gra pojedyncza kobiet |
| --------------------- | ---------------------- | --------------------- | --------------------- | --------------------- |
| 1. runda              | Ella Dehl              | 21–9, 21–8            | Ćwierćfinał           |                       |
| 2. runda              | Łarysa Hryha           | 21–18, 21–10          | Ćwierćfinał           |                       |
| 3. runda              | Wang Chen              | 21–19, 11–21, 21–11   | Ćwierćfinał           |                       |
| Ćwierćfinał           | Maria Kristin Yulianti | 28–26, 14–21, 15–21   | Ćwierćfinał           |                       |

| Runda                 | Przeciwnik            | Wynik                 | Osiągnięcie           |                       |
| Gra pojedyncza kobiet | Gra pojedyncza kobiet | Gra pojedyncza kobiet | Gra pojedyncza kobiet | Gra pojedyncza kobiet |
| --------------------- | --------------------- | --------------------- | --------------------- | --------------------- |
| Faza grupowa          | Sabrina Jaquet        | 21–9, 21–4            | 3. miejsce            |                       |
| Faza grupowa          | Lianne Tan            | 21–4, 21–14           | 3. miejsce            |                       |
| 1/8 finału            | Yao Jie               | 21–14, 21–16          | 3. miejsce            |                       |
| Ćwierćfinał           | Tine Baun             | 21–15, 22–20          | 3. miejsce            |                       |
| Półfinał              | Wang Yihan            | 13–21, 13–21          | 3. miejsce            |                       |
| Mecz o 3. miejsce     | Wang Xin              | 18–21, 0–1 (k)        | 3. miejsce            |                       |

| Runda                 | Przeciwnik            | Wynik                 | Osiągnięcie           |                       |
| Gra pojedyncza kobiet | Gra pojedyncza kobiet | Gra pojedyncza kobiet | Gra pojedyncza kobiet | Gra pojedyncza kobiet |
| --------------------- | --------------------- | --------------------- | --------------------- | --------------------- |
| Faza grupowa          | Lohaynny Vicente      | 21–17, 21–17          | Faza grupowa          |                       |
| Faza grupowa          | Marija Ulitina        | 18–21, 19–21          | Faza grupowa          |                       |